# Анатомічно сучасна людина
Термін анатомі́чно суча́сна люди́на (англ. anatomically modern human) в палеоантропології відповідає деяким видам Homo sapiens, в яких фенотипні ознаки ідентичні до сучасних людей.
Анатомічно сучасна людина відгалужується від прадавніх людей в Середньому Палеоліті близько 200  000 років тому. Анатомічно сучасну людину виокремлюють в окремий підвид — Homo sapiens sapiens, що включає в себе всіх сучасних людей. Найдавніші викопні останки анатомічно сучасної людини «Омо», знайденої на території Ефіопії, датуються 195 000 (± 5 000) років тому. Близько 50 тис. років тому почали відбуватись деякі зміни як і в можливостях людей, так і в різноманітних проявах в культурі. Цей період називають Великий стрибок уперед.